# Босваль-э-Брианкур
Босва́ль-э-Брианку́р (фр. Bosseval-et-Briancourt) — коммуна во Франции, находится в регионе Шампань — Арденны. Департамент коммуны — Арденны. Входит в состав кантона Западный Седан. Округ коммуны — Седан.
Код INSEE коммуны — 08072.
Коммуна расположена приблизительно в 210 км к северо-востоку от Парижа, в 100 км северо-восточнее Шалон-ан-Шампани, в 12 км к востоку от Шарлевиль-Мезьера.

## Население
Население коммуны на 2008 год составляло 423 человека.
| 1962 | 1968 | 1975 | 1982 | 1990 | 1999 | 2008 |
| ---- | ---- | ---- | ---- | ---- | ---- | ---- |
| 379  | 387  | 362  | 331  | 350  | 403  | 423  |

## Администрация
| Период | Период | Фамилия        | Партия | Должность |
| ------ | ------ | -------------- | ------ | --------- |
| 2001   | 2008   | Элизабет Грюле |        |           |
| 2008   |        | Кристоф Байи   |        |           |

## Экономика
В 2007 году среди 288 человек в трудоспособном возрасте (15—64 лет) 213 были экономически активными, 75 — неактивными (показатель активности — 74,0 %, в 1999 году было 65,4 %). Из 213 активных работали 194 человека (119 мужчин и 75 женщин), безработных было 19 (8 мужчин и 11 женщин). Среди 75 неактивных 28 человек были учениками или студентами, 20 — пенсионерами, 27 были неактивными по другим причинам.

## Достопримечательности
- Церковь Св. Карло Борромео

## Фотогалерея

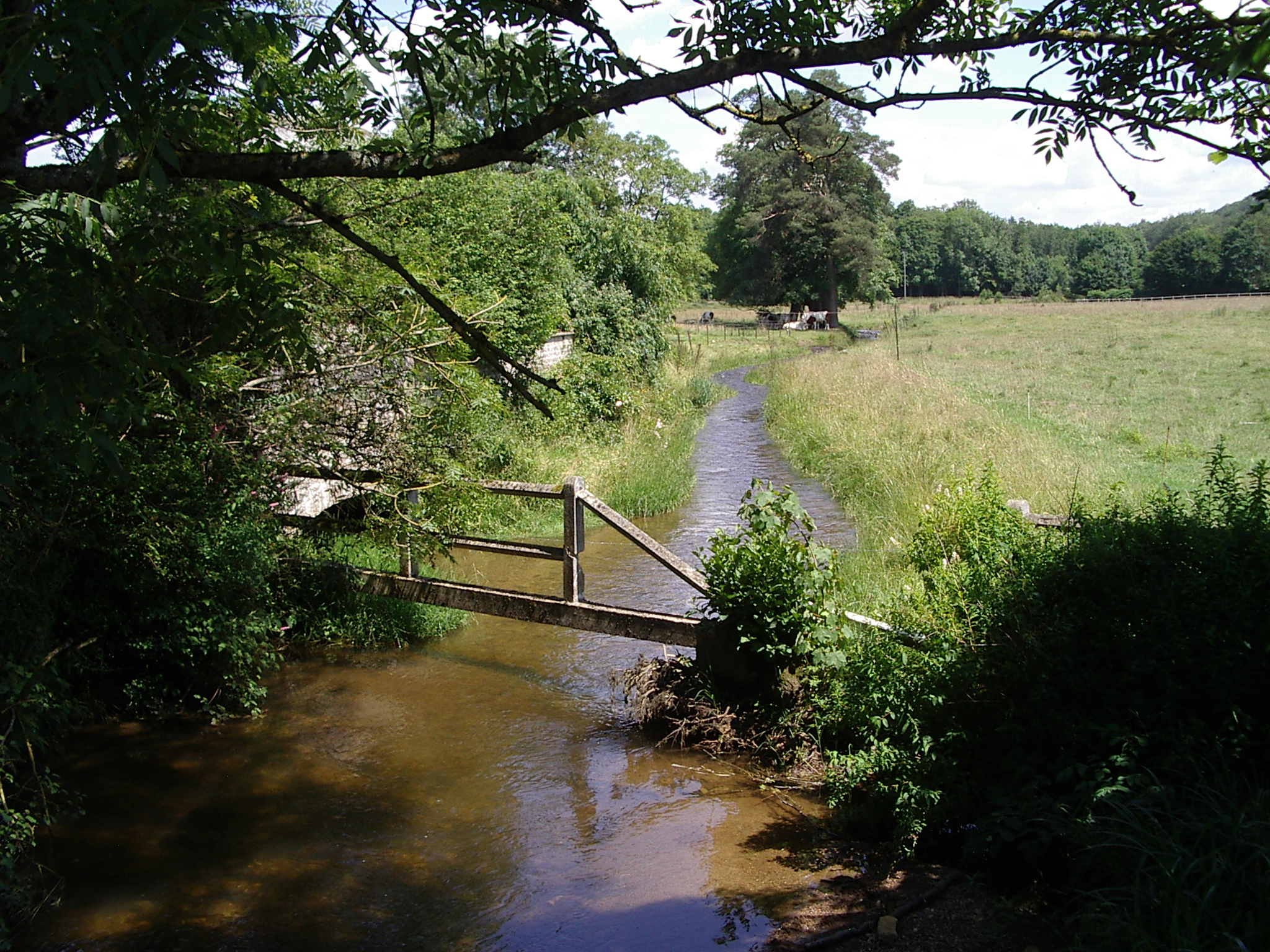
Река Клер[фр.]
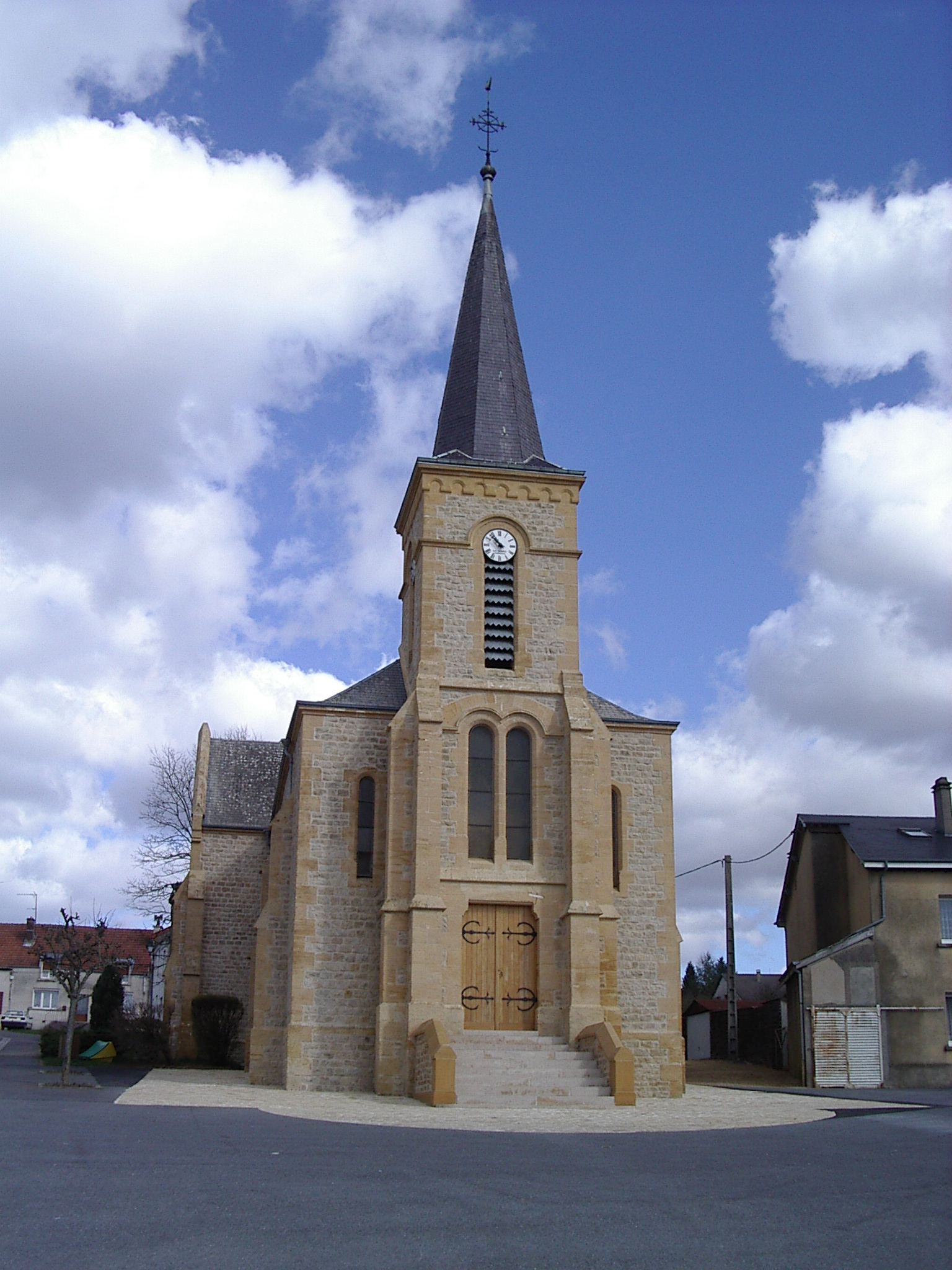
Церковь Св. Карло Борромео
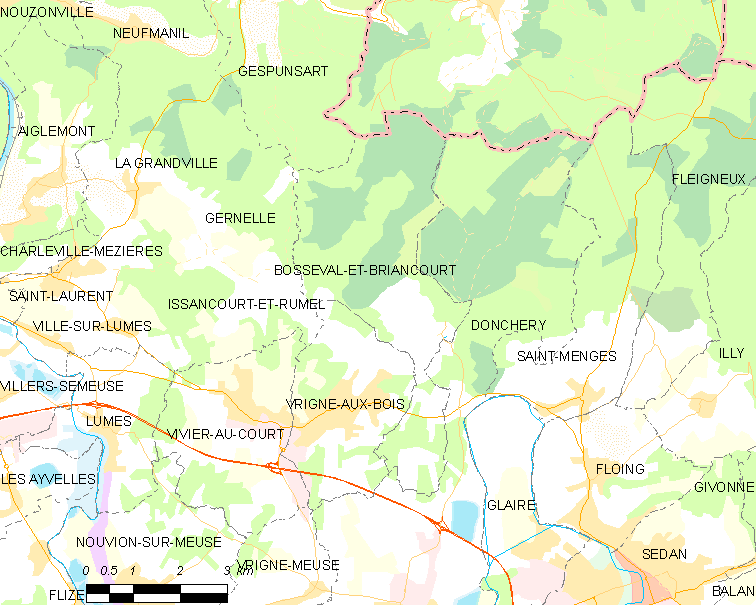
Карта коммуны